# Алый вьюрок
Алый вьюрок (лат. Haematospiza sipahi) — птица семейства вьюрковых. Долгое время птица находилась в монотипичном роде Haematospiza, пока его не объединили вместе с урагусами Uragus и бонийскими дубоносами  Chaunoproctus в трибу чечевиц Carpodacini .Научное название вида sipahi связано с сипахами — кавалеристами Османской империи, носившими красное пальто.

## Описание
Длина тела составляет 18—19 см, например, большой и сильный клюв длиной 16—20 мм сверху коричневато-розовый, а снизу желтоватый. Ноги буро-розовые. Длина крыла у самца составляет 98—108 мм, длина хвоста 59—70 мм, масса 38—42,5 г. У самки длина крыла составляет от 95 до 103 мм, длина хвоста от 55 до 66 мм, масса от 39 до 40 г. Выражен половой диморфизм. У самцов ярко красное оперение с чёрными крыльями, у самок — бурое.

## Распространение
Обитает в Гималаях от центрального Непала до Вьетнама и в некоторых регионах южнее вплоть до Таиланда. Населяет преимущественно сосновые леса на высоте от 1600 до 3355 м над уровнем моря.

## Образ жизни
Алый вьюрок встречается как поодиночке, так и в стаях. Ведёт скрытный дневной образ жизни. Питание состоит из семян, почек, ягод и иногда насекомых.
О биологии размножения известно мало.